# Myra Melford

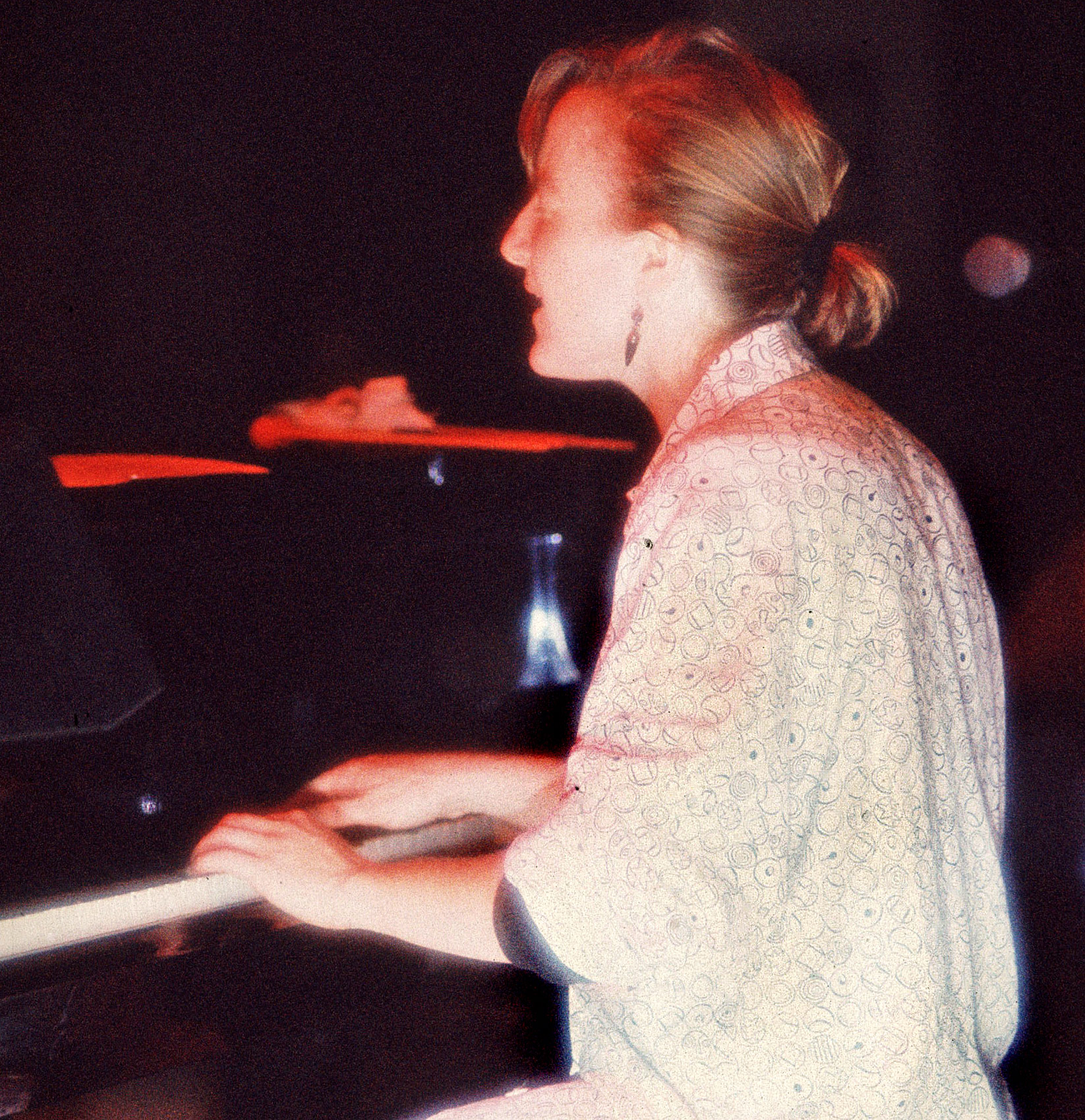
Myra Melford in Helsinki, 1992

Myra Melford (Glencoe, Illinois, 5 januari 1957) is een Amerikaanse jazz-pianiste en -componiste, die actief is in de geïmproviseerde muziek. Ze is onder meer beïnvloed door de blues, Henry Threadgill en Don Pullen (bij wie ze privéles had).
Melford studeerde aan Evergreen State College in Washington en Cornish Institute in Seattle. Rond 1984 ging ze naar New York, waar ze met veel artiesten samenwerkte, zoals Fred Frith. Nog steeds speelt ze in groepen van Henry Threadgill en trompettist Dave Douglas. Ze trad solo op, maar ook speelde ze in allerlei formaties. In 1990 begon ze bijvoorbeeld een trio met Lindsey Horner en Reggie Nicholson. Ook richtte ze in de jaren negentig een grotere groep op, the Same River Twice. In haar groepen spelen of speelden onder meer Cuong Vu, Marty Ehrlich en Stomu Takeishi.
In 2000 kreeg ze een beurs om in India harmonium te studeren in Kolkata, bij Sohanlal Sharma.

## Discografie (selectie)
- 'Now & Now', Enemy Records, 1992
- 'Jump', Enemy Records, 1994
- 'Eleven Ghosts' (duo met Han Bennink), hatOlogy, 1997
- 'Yet Can Spring' (duo met Marty Ehrlich), Arabesque Records, 2001
- 'Even the Sounds Shine', Harmonia Mundi, 2003
- 'Where the Two Worlds Touch', Arabesque Records, 2004
- 'Sparkle' (duo met Ehrlich), Palmetto Records, 2007
- 'The Whole Tree Gone', FireHouse, 2008
- 'The GuestHouse' (Trio M met Mark Dresser en Matt Wilson), Enja, 2011